# Marduk (banda)
Marduk é uma banda sueca de black metal. Os temas preferidos inseridos em suas letras são o satanismo, anticristianismo e a Segunda Guerra Mundial. Caracteriza-se por ser extremamente blasfema em suas letras. O nome Marduk é de origem da mitologia suméria, sendo também um Deus protetor da Babilónia.

## História
Em 1990, foi formada por Morgan Steinmeyer Håkansson (guitarra) e Rickard Kalm (baixo), sendo uma das primeiras bandas de black Metal da Suécia. Completaram a formação com Andreas Axelsson no vocal e Joakim Göthberg na bateria.

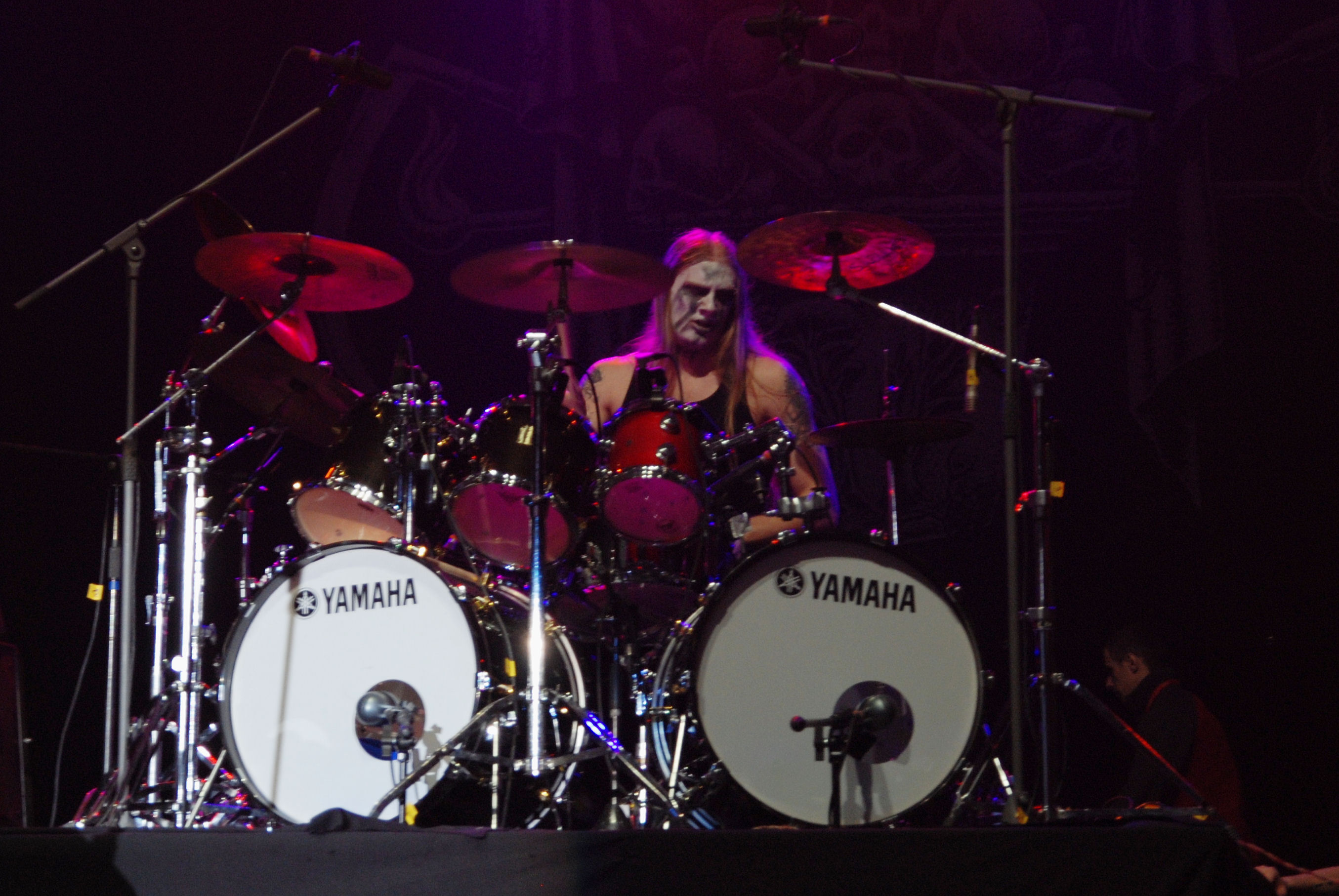
Baterista Lars Brodesson no Metalmania 2008.

Em 1991 lançaram sua primeira demo, intitulada Fuck Me Jesus, onde na capa tinha a namorada de Morgan Steinmeyer Håkansson se masturbando com um crucifixo. A primeira demo tinha um estilo death Metal com influências norueguesas.
Em 1992 assinaram com a Fashion Records e lançaram o primeiro álbum de estúdio: Dark Endless. Andreas Axelsson deixou a banda, e o baterista Joakim Göthberg ficou encarregado do vocal e bateria. Na guitarra foi acrescentado mais um guitarrista; Magnus "Devo" Andersson.
O selo francês Osmose Productions assina com a banda em 1993. Em outubro deste mesmo ano é lançado o segundo álbum, Those of the Unlight. O selo da Osmose permite a eles sair 1994 numa turnê com o Immortal por toda a Europa. Após o lançamento deste álbum, o baterista e ao mesmo tempo vocalista Joakim Göthberg torna-se apenas vocalista. Friedrik Andersson assume a bateria, e o segundo guitarrista "Devo" deixa a banda.

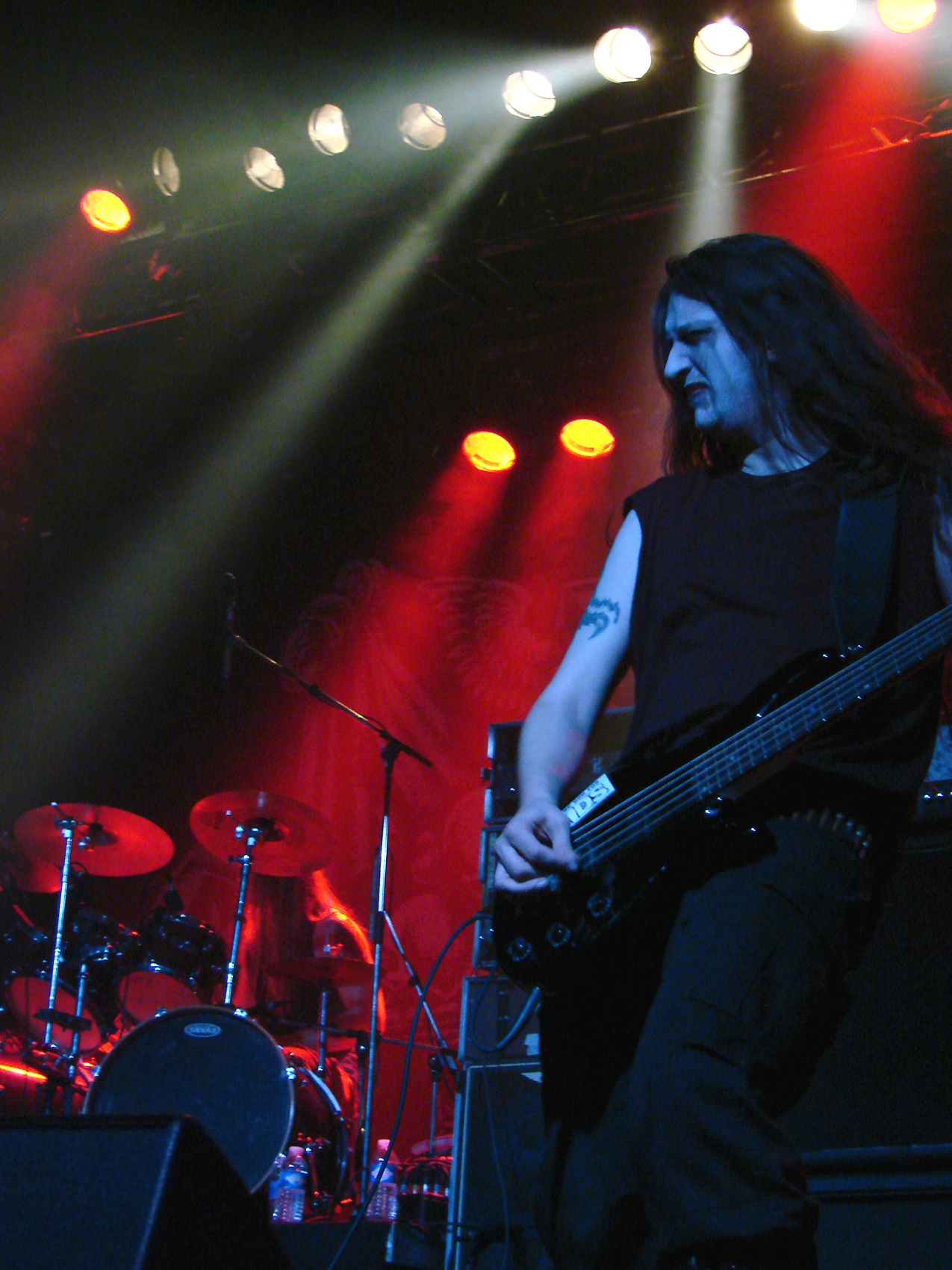
Marduk em Paris, França.

Como resultado eles lançam no final de 1994 o terceiro álbum,Opus Nocturne. Em 1995, diante do sucesso crescente do grupo, a primeira demo Fuck Me Jesus é reeditada em CD com capa a original, sendo um problema com a censura. O CD foi proibido em alguns países.
Joakim deixa o grupo e é substituído por Legion. Em junho de 1996 lançaram o quarto álbum Heaven Shall Burn... When We Are Gathered, uma obra prima para muitos fãs de black Metal, e o início de um crescente sucesso. No final de 1996 lançam Glorification, um mini-CD, e em 1997, lançam Live in Germania, gravada durante uma turnê na Alemanha.
Em 1998, quando bandas como Cradle Of Filth e Dimmu Borgir estão em seu pico, o black metal começa a ter mais reconhecimento com o público em geral. Nesse ano o Marduk fez um álbum violento e concentrado no ódio e desprovido de qualquer teclado: Nightwing, um CD dividido em duas partes. Quem ouvia a primeira parte achava impossível que a segunda parte fosse mais longe em termos de agressividade. Em 1999 foi lançado Panzer Division Marduk, talvez um dos mais brutais álbuns de todos os tempos, e então começam outra turnê, com uma memorável apresentação em La Loco, Paris.

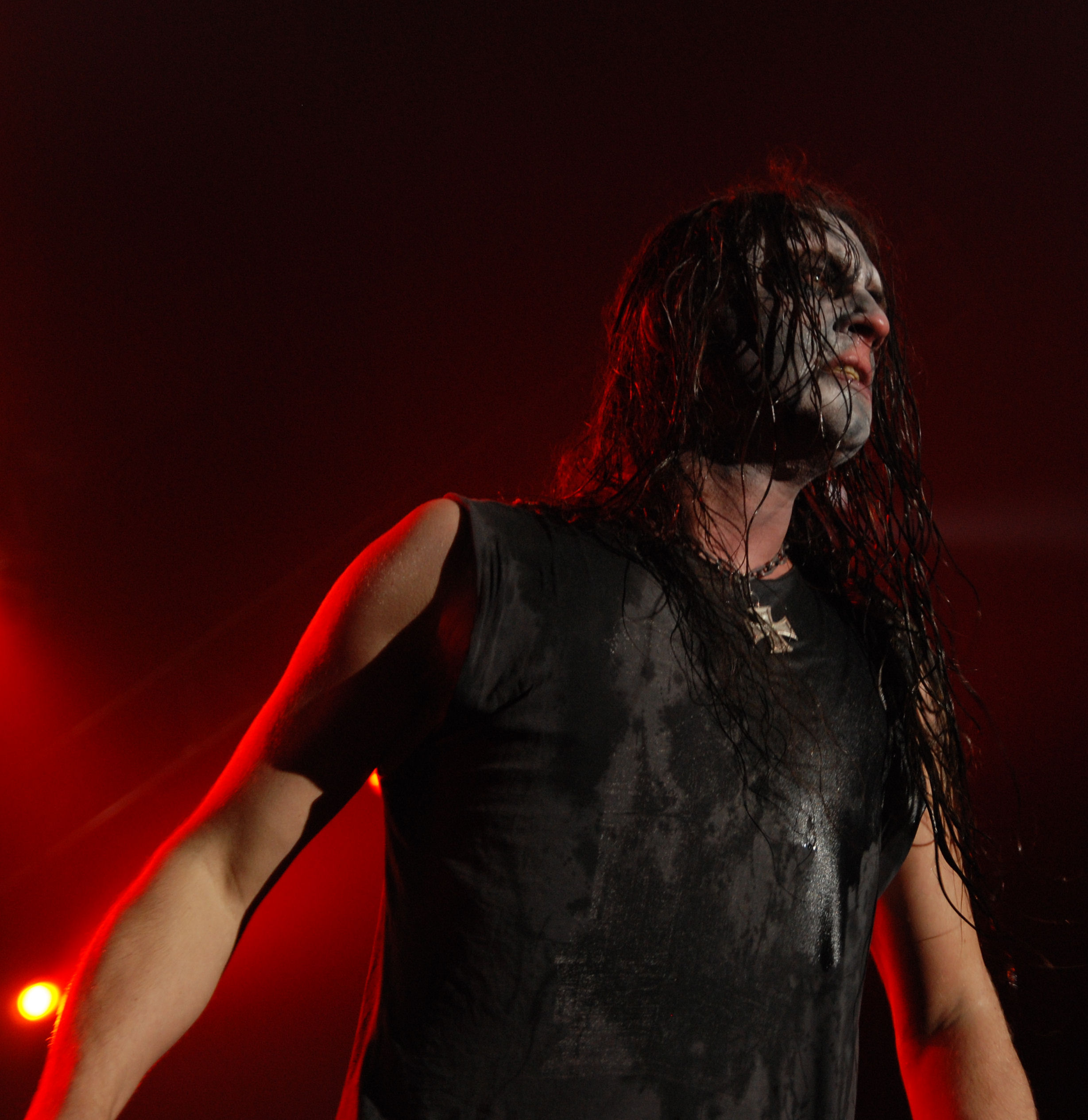
Vocalista Mortuus no Metalmania 2008.

A turnê francesa foi utilizada para a produção do DVD duplo ao vivo, chamado Infernal Eternal. A produção desse novo trabalho marca também o fim da parceria entre a Osmose Productions e o Marduk por "várias razões". A partir daí Morgan cria seu próprio selo musical, a Bloddawn Productions. Em 2001 é lançado o novo álbum de estúdio, La Grande Danse Macabre.
Em 2002 entrou no grupo o baterista Emil Dragutinovic, substituindo Fredrik Andersson, que saiu por motivos familiares. Dragutinovic é considerado um excelente baterista, mais rápido que seu antecessor. Foi produzido então o novo álbum World Funeral, um álbum que marca um novo estilo para a banda, com o som é limpo e a música mais brutal do que o último trabalho La Grande Danse Macabre. Esse álbum marca também a saída do carismático vocalista Legion, que agradeceu à Morgan por toda a experiência adquirida no Marduk. O baixista B.War também se retirou do grupo. Legion deu início à sua nova banda, conhecida hoje como Devian.
Em 2004, é o início de uma nova era com seu nono álbum, Plague Angel. O ex-guitarrista "Devo" retorna à banda, assumindo o baixo, e um novo vocalista também entra na banda: Mortuus (Arioch).
Em dezembro de 2004 foi lançado Deathmarch, com quatro faixas. Uma versão diferente de Steel Inferno (Presente no Plague Angel), e a inédita Tod and Vernichtung. Há também duas músicas registradas num ensaio: The Hangman of Prague e Throne of Rats.
Em Janeiro de 2007 o baterista Emil Dragutinovic deixa a banda após a gravação do álbum Rom 5:12, indo também para o grupo Devian, criado por Legion. Esse novo álbum confirma o regresso de um black metal lento; embora a maioria das canções ainda sejam rápidas como nos outros álbuns.

## Integrantes

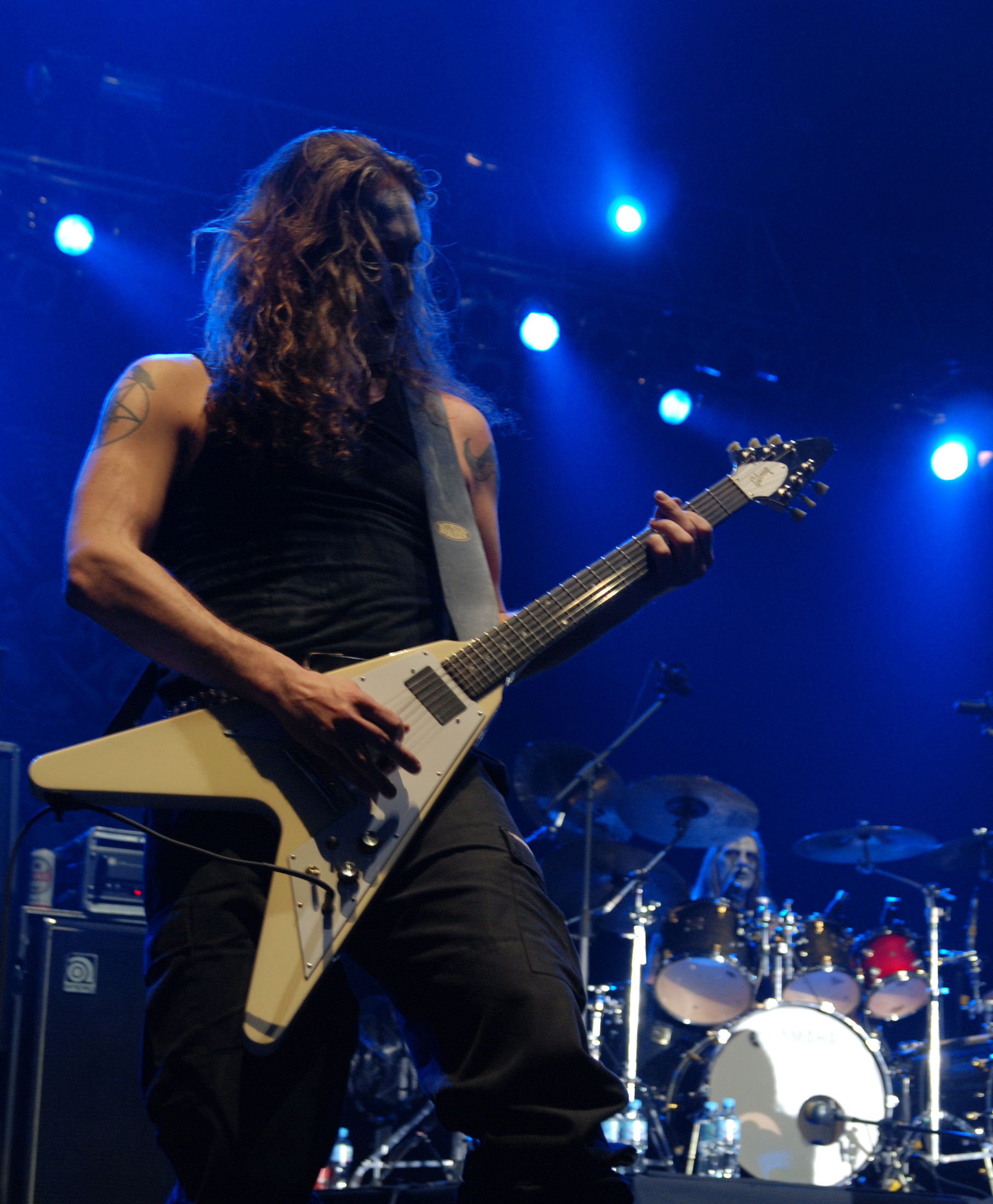
Guitarrista Morgan Steinmeyer Hakansson no Metalmania 2008.

### Atual formação
- Evil (Morgan Steinmeyer Håkansson) – Guitarra (1990-presente)
- Joel Lindholm – Baixo (2020–presente)
- Mortuus (Daniel Rosten) – Vocal (2004-presente)
- Simon "BloodHammer" Schilling -  Bateria (2019-presente)

### Membros anteriores
- Rikard Kalm – Baixo (1990 a 1992)
- Devo (Magnus Andersson) – Baixo (2004-2019) e Guitarra (1992-1994)
- Andreas Axelsson – Vocal (1990 a 1993)
- Joakim Göthberg – Bateria (1990 a 1993), vocal (1993 a 1995)
- B. War – Baixo (1992 a 2004)
- Fredrik Andersson – Bateria (1993 a 2002)
- Legion – Vocal (1995 a 2003)
- Kim Osara – Guitarra (1995 a 1996)
- Peter Tägtgren – Guitarra (1997)
- Fredrik Widigs – Bateria (2013–2018)
- Emil Dragutinovic – Bateria (2002 a 2006)
- Lars Broddesson – Bateria (2006-2013)

## Discografia
Álbuns de estúdio
- Dark Endless (1992)
- Those of the Unlight (1993)
- Opus Nocturne (1994)

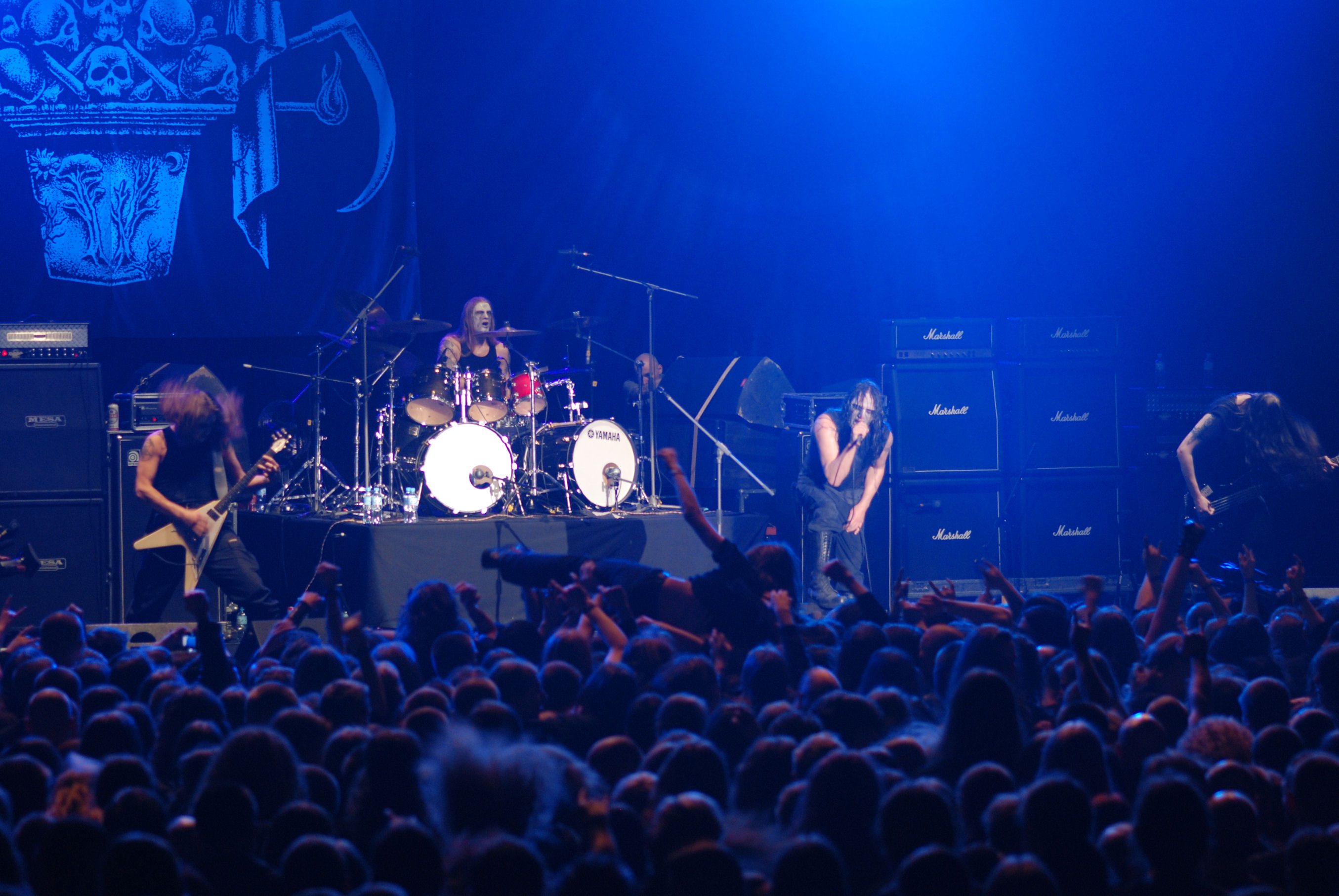
O grupo em concerto no Metalmania 2008.

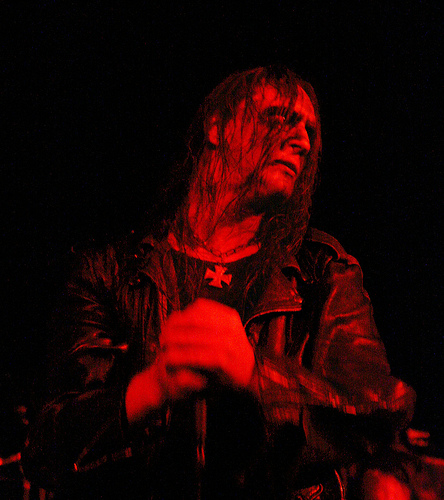
Vocalista Mortuus em Paris, França.

- Heaven Shall Burn... When We Are Gathered (1996)
- Nightwing (1998)
- Panzer Division Marduk (1999)
- La Grande Danse Macabre (2001)
- World Funeral (2003)
- Plague Angel (2004)
- Rom 5:12 (2007)
- Wormwood (2009)
- Serpent Sermon (2012)
- Frontschwein (2015)[4]
- Viktoria (2018)
- Memento Mori (2023)

### Álbuns ao vivo
- Live in Germania (1997)
- Infernal Eternal (2000)
- Warschau (2005)

### Compilações
- Blackcrowned (2002)

### EPs
- Glorification (1996)
- Here's No Peace (1997)
- Obedience (2000)
- Deathmarch (2004)
- Iron Dawn (2011)

### Singles
- "Slay the Nazarene" (2002)
- "Hearse" (2003)

### Demos
- Fuck Me Jesus (1991)
- Todes Reich (2004)